# Oncidium divaricatum
Oncidium divaricatum là một loài phong lan có ở đông nam và miền nam Brasil tới đông bắc Argentina.

## Hình ảnh

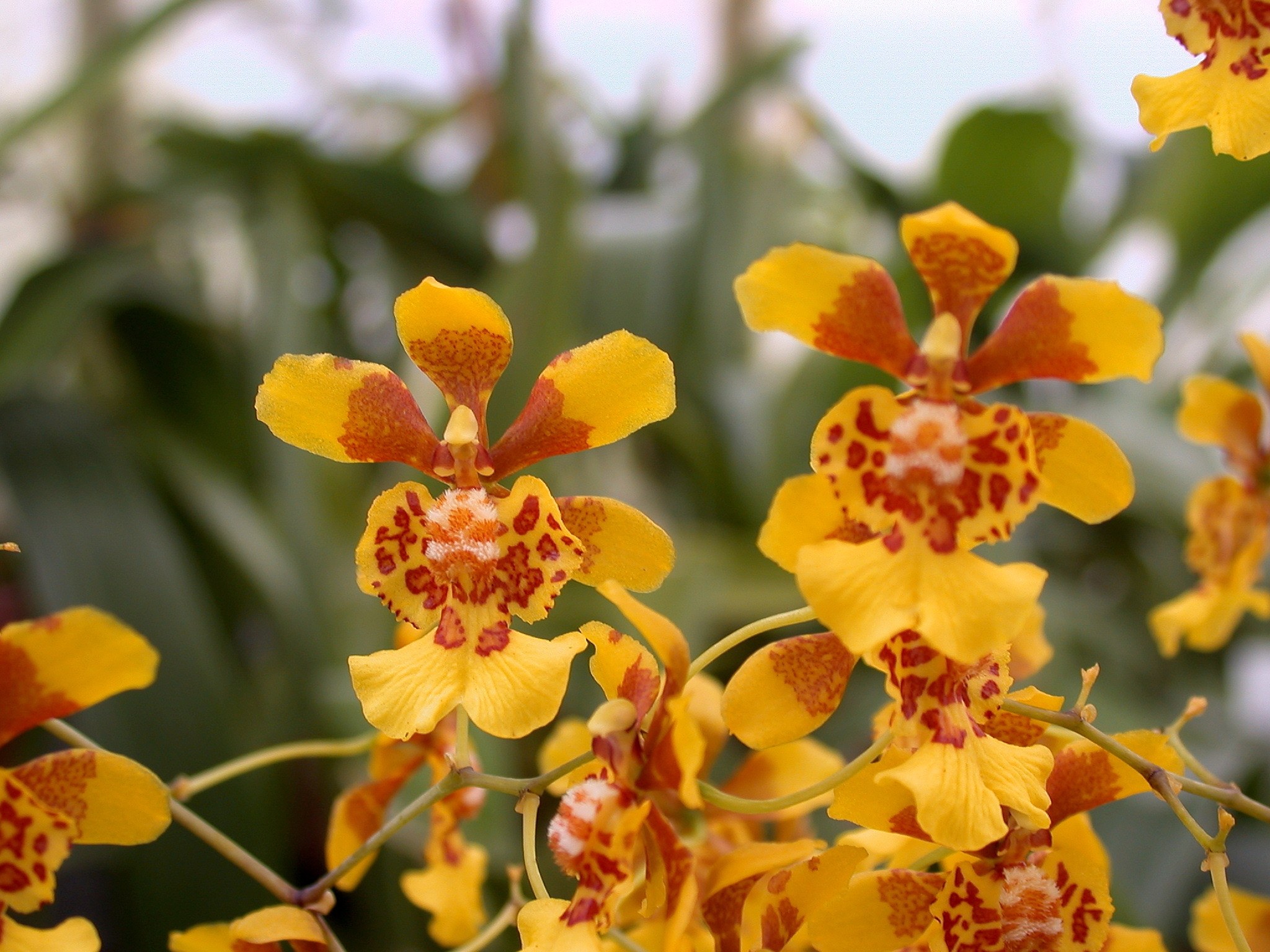
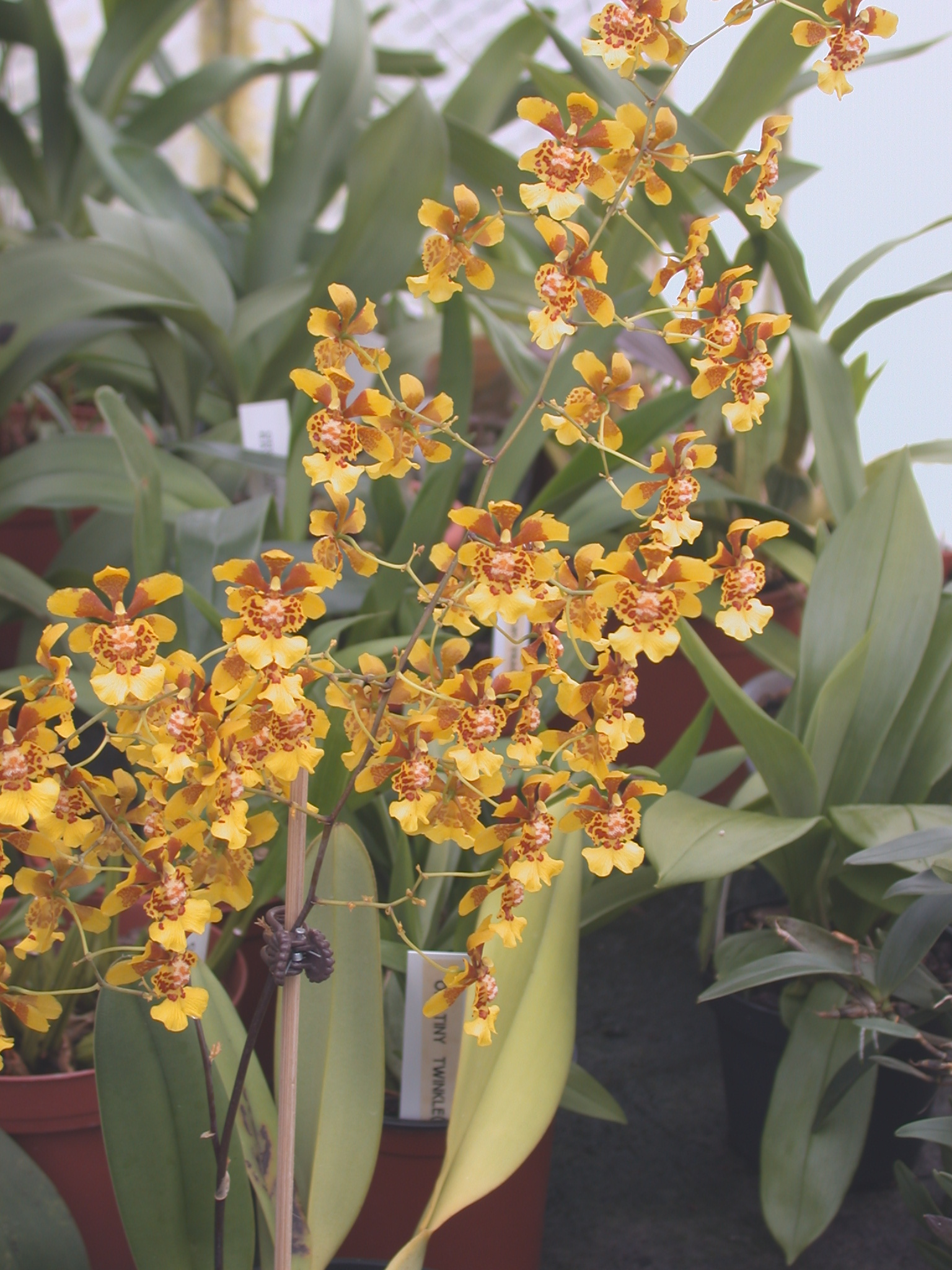
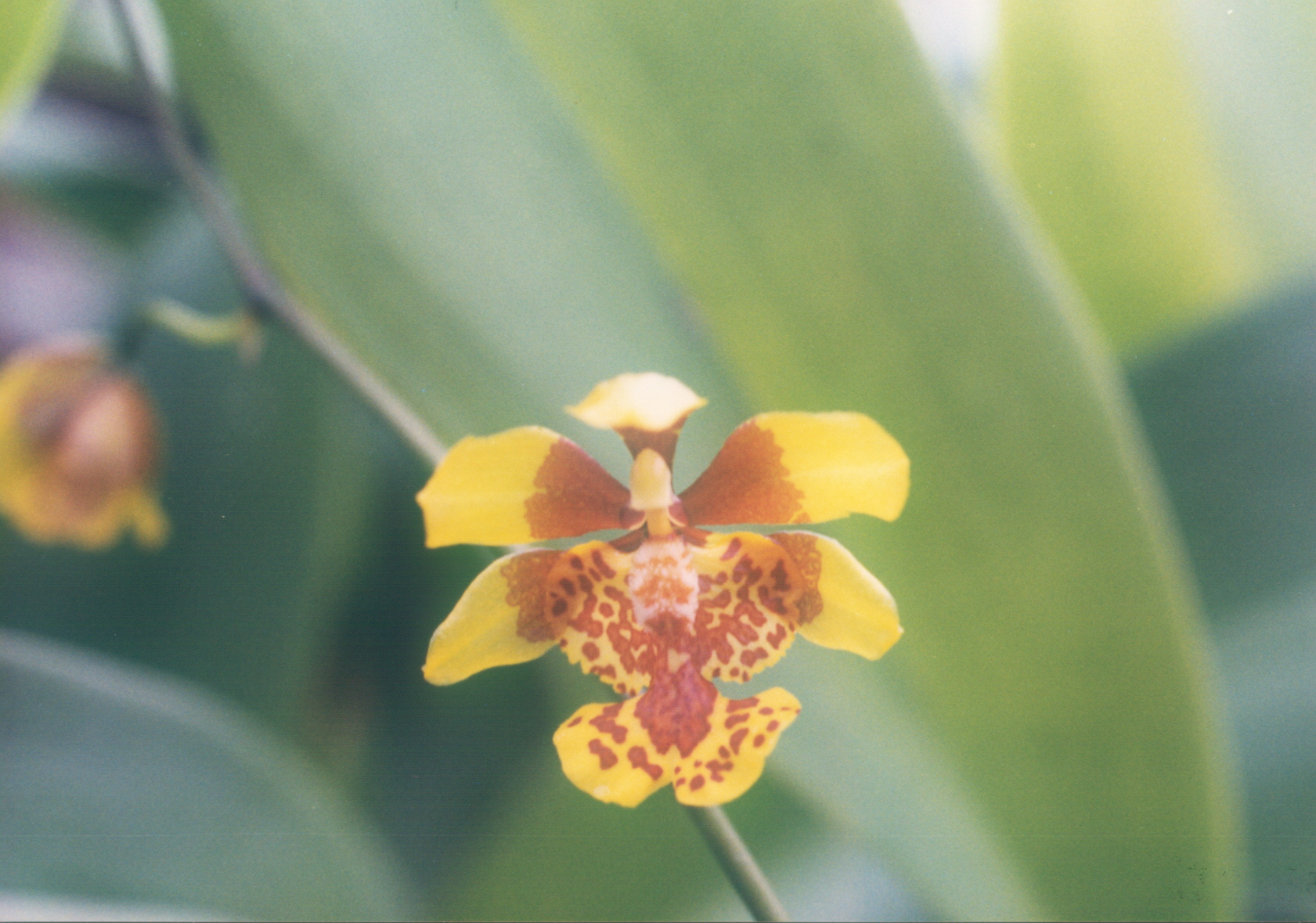
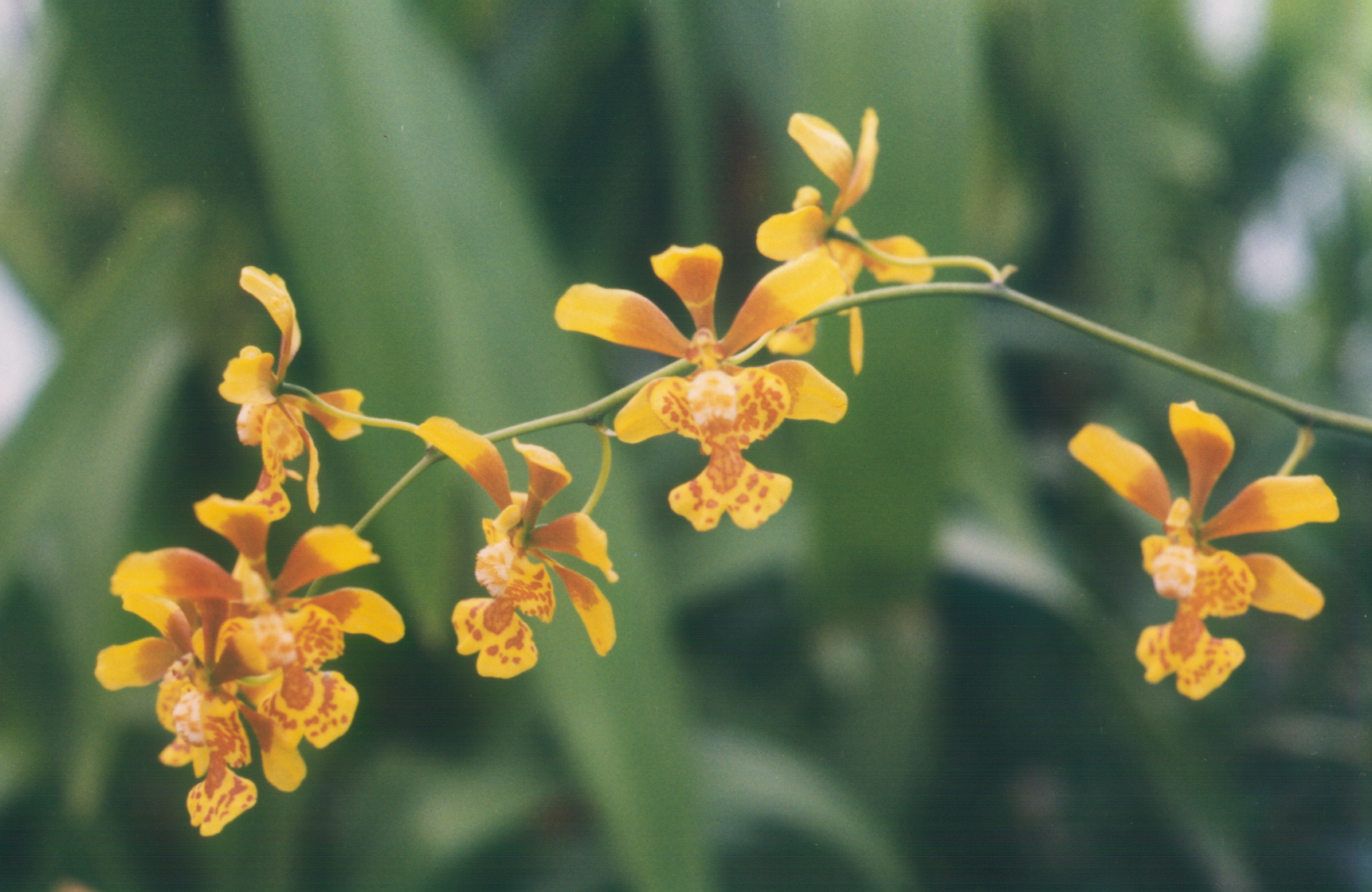